# Szczekuszkowate
Szczekuszkowate (Ochotonidae) – rodzina niewielkich ssaków z rzędu zajęczaków (Lagomorpha).

## Rozmieszczenie geograficzne
Rodzina obejmuje gatunki występujące w Ameryce Północnej oraz Eurazji.

## Charakterystyka
Długość ciała (bez ogona) 110–260 mm; masa ciała 40–360 g. Mają rozmiar szczura, jednak w przeciwieństwie do niego nie mają ogona. Ich tylne kończyny są nieco dłuższe od przednich, a uszy zaokrąglone. Poruszają się skokami, jak zając. Żyją w górach lub na stepach, przeważnie w stadkach. Kopią w ziemi nory mające liczne wejścia. Odżywiają się roślinami. Przed zimą w norach gromadzą zapasy suszonych traw. Na zimę zapadają w płytki sen, w czasie którego przebudzają się i odżywiają zgromadzonymi zapasami. U różnych gatunków ciąża trwa 20–32 dni, w ciągu roku samica wydaje 2–4 mioty, po kilka młodych w każdym.

## Podział systematyczny
Do rodziny należy jedna występująca współcześnie podrodzina:
- Ochotoninae O. Thomas, 1897

Opisano również podrodzinę wymarłą:
- Sinolagomyinae Gureev, 1960

Rodzaje wymarłe o statusie incertae sedis:
- Cuyamalagus Hutchison, 1974[9] – jedynym przedstawicielem był Cuyamalagus dawsoni Hutchison, 1974
- Gymnesicolagus Mein & Adrover, 1982[10] – jedynym przedstawicielem był Gymnesicolagus gelaberti Mein & Adrover, 1982
- Hesperolagomys Clark, Dawson & Wood, 1964[11]
- Oklahomalagus Dalquest, Baskin & Schultz, 1996[12] – jedynym przedstawicielem był Oklahomalagus whisenhunti Dalquest, Baskin & Schultz, 1996
- Paludotona Dawson, 1959[13]
- Plicalagus Wu Wenyu, Ye Jie, Meng Jin, Bi Shundong, Liu Liping & Zhang Yi, 1998[14] – jedynym przedstawicielem był Plicalagus junggarensis Wu Wenyu, Ye Jie, Meng Jin, Bi Shundong, Liu Liping & Zhang Yi, 1998
- Pseudobellatona V.O. Topachevskiy, Nesin & I.V. Topachevskiy, 1993[15] – jedynym przedstawicielem był Pseudobellatona relicta V.O. Topachevskiy, Nesin & I.V. Topachevskiy, 1993
- Russellagus Storer, 1970[16] – jedynym przedstawicielem był Russellagus vonhofi Storer, 1970
- Titanomys H. Meyer, 1843[17] – jedynym przedstawicielem był Titanomys visenoviensis H. Meyer, 1843